# Верхний Турек
Верхний Турек (мар. Кӱшыл Турек) — деревня в Мари-Турекском районе Республики Марий Эл. Входит в состав городского поселения Мари-Турек.

## География
Находится в восточной части республики Марий Эл у северо-западной окраины районного центра посёлка Мари-Турек.

## История
Известна с 1891 года, когда в ней было 35 хозяйств, а в 1905 году — 43 двора, 310 человек. В 1923 году в деревне проживали 263 человека, в 1959 году 278, в 1970 году — 378, а в 1979 году — 339 человек. В 2000 году в Верхнем Туреке было 69 дворов. В советское время работали колхозы «Юл» («Волга»), «Победа» и имени Ленина.

## Население
Население составляло 221 человек (мари 84 %) в 2002 году, 257 в 2010.